# Progressive Party of Manitoba
Die Progressive Party of Manitoba (frz.: Parti progressivste du Manitoba) war eine kanadische politische Partei. Sie wurde im Jahre 1920 gegründet. Die Partei entwickelte sich aus der Agrarbewegung United Farmers of Manitoba (dt.: Vereinigte Bauern Manitobas). Die Partei sah sich als Verfechter der kanadischen Bauern und deren Rechte an, die es galt umzusetzen und auszubauen.
Im Jahre 1932 löste sich die Partei, wegen zu geringer Unterstützung und keinen Erfolgen, auf. Ein Grund war auch, dass sie nur in Manitoba aktiv war. In den Jahren ihres Bestehens war John Bracken Vorsitzender.